# Az Egyesült Államok Parti Őrsége

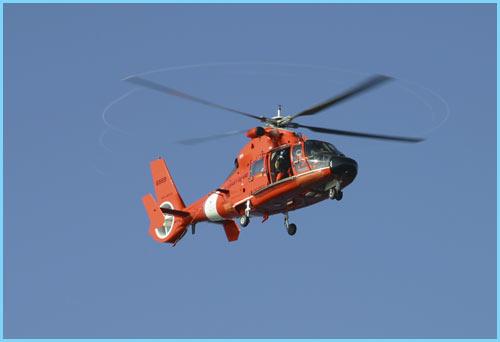
HH-65 Dolphin

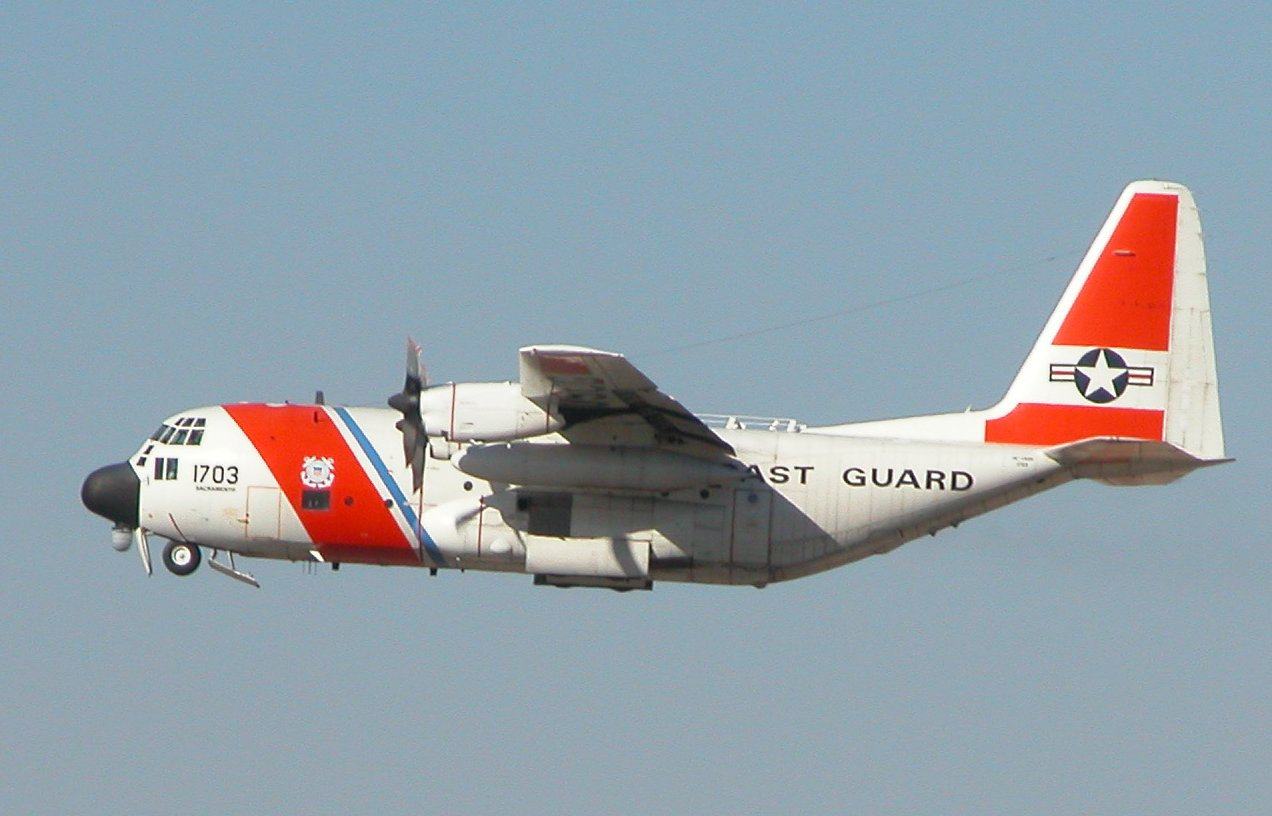
HC-130H felszállás közben a Mojave űrközpontról

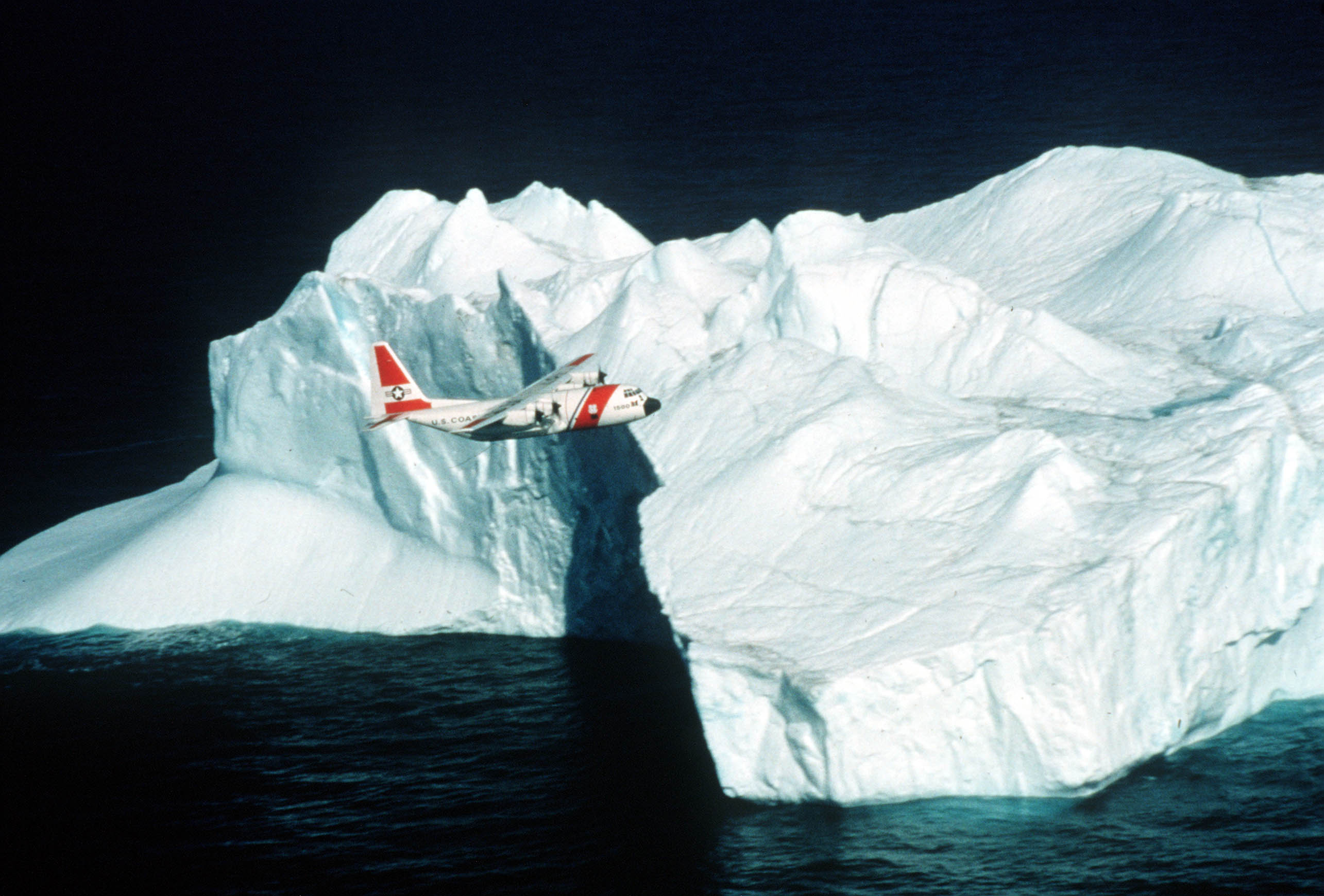
HC-130H jéghegyellenőrzési járőrözés közben

A United States Coast Guard (USCG) az Egyesült Államok haderejének egyik haderőneme. A parti őrség a fegyveres erők hét haderőneme közül a legkisebb, feladata az állampolgárok és a környezet védelme, valamint az Egyesült Államok gazdasági és biztonságpolitikai érdekeinek megóvása bárhol, ahol azt veszélyek fenyegethetik, így többek között a nemzetközi vizeken, valamint Amerika partjai mentén, annak kikötőiben és az ország belső vizein.
Az USCG tizenegy feladata: illegális bevándorlók elfogása; honvédelmi készenlét; kábítószercsempészek elfogása; kikötői, vízi és partmenti felügyelet; egyéb rendészeti feladatok; kutatás és mentés; navigációs segítség; tengeri biztonság; tengeri élőlények védelme; tengeri környezetvédelem; valamint jéggel kapcsolatos műveletek.

## Áttekintés
A parti őrség az amerikai belbiztonsági minisztérium alá tartozó tengerészeti, katonai, több feladatot ellátó szervezete. Az USCG egyenruhás tagjai háború során az amerikai védelmi minisztérium alá tartoznak.
A parti őrség széles körű és fontos belbiztonsági, rendészeti, kutatás-mentési és navigációs feladatokat át el. Az USCG az Egyesült Államok legrégebben üzemelő tengerjáró szolgálata. 2006 októberében a parti őrségnél 41 000 egyenruhás, 20.000 tartalékos, 7 000 polgári alkalmazott és 30 000 aktív szolgálatot teljesítő kisegítő személyzet dolgozott.
A parti őrség jelmondata: Semper Paratus, azaz mindig készenlétben. A parti őrség a háborúkból is kivette a részét: a normandiai partraszállásnál és a csendes-óceáni hadszíntér megannyi szigetén segített a partraszállásoknál, a vietnámi háború alatt folyami őrjáratokban és parti ágyúzásban vett részt, és a jelenlegi iraki háborúban is partvédelemmel és egyéb rendészeti feladatok ellátásával járul hozzá a hadi cselekményekhez.
2003. február 25-én a Coast Guard az amerikai belbiztonsági minisztérium felügyelete alá került. A 2006-os Transportation Act szerint a kongresszus vagy az amerikai elnök által üzent háború esetén a parti őrség a hadügyminisztérium hatáskörébe, a Department of Navy alá kerül. Az amerikai fegyveres erők többi ágával szemben a parti őrség nem esik a Posse Comitatus Act törvény hatáskörébe, azaz békeidőben is elláthat rendészeti feladatokat a volt konföderációs államok területén. E törvényt az amerikai polgárháború után hozták azért, hogy így korlátozzák a szövetségi kormányt abban, hogy a katonasággal lásson el rendőrségi feladatokat.
A parti őrség egyenruhás tisztjei egyben vám és pénzügyőrnek is számítanak, és így hagyományos rendészeti feladatokat is elláthatnak: hordhatnak fegyvert, beidézhetnek és letartóztathatnak, valamint végrehajthatják a pénzügyminiszter által előírt egyéb rendészeti feladatokat. A Coast Guard egyenruhás tagjaira ugyanúgy vonatkoznak a katonai törvények, mint a fegyveres erők többi tagjára, és ugyanazt a fizetést kapják, mint a többi fegyvernem azonos rendfokozatú tagja.
A Parti Őrség légi ereje:
41 db HC-130
2 db E-2
59 db HH-65

## Lásd még
- Az afroamerikaiak katonai története